# ¡Invasión! (historieta)
¡Invasión! fue un crossover de la editorial DC Comics publicado como una serie limitada de tres números de 1988 a 1989, con argumento de Keith Giffen, guion de Bill Mantlo, y dibujos del propio Giffen, Todd McFarlane y Bart Sears. Su historia central giraba alrededor de una alianza de razas extraterrestres que atacaban a la tierra para destruir a los superhéroes. 

## Historia
Una raza de extraterrestres dedicada a la investigación científica, los Dominadores, se preguntaban por qué tantos individuos de la raza humana adquirían superpoderes. Sus investigaciones determinaron la existencia de un metagen, responsable de otorgar superpoderes ante circunstancias adversas. Considerando que dicho metagen convertía a la humanidad en una gran amenaza potencial, reunieron una alianza para atacar a la Tierra.
A los dominadores se unieron los Khunds, los Thanagarianos, los Durlanos, los señores de la guerra de Okaara, la Ciudadela, los Daxamitas y los Psiones. 
La alianza conquistó Australia y luego ofreció cesar sus ataques si la tierra entregaba a sus superhéroes, lo cual fue rechazado por las Naciones Unidas y se declaró la guerra. 
En un principio la Alianza poseía superioridad militar, pero la balanza de poder fue alterada por los 6 Daxamitas presentes, que habían acudido como observadores y descubrieron que el Sol amarillo les otorgaba superpoderes similares a los de Superman, aunque eran incapaces de respirar en la atmósfera del planeta. Al ver que Superman los ayudaba a pesar de ser un enemigo, y que los Khunds los abandonaban a pesar de ser sus aliados, cambiaron de bando y solicitaron a su mundo natal el envío de un ejército de daxamitas, que al llegar al sistema solar adquirieron en su totalidad poderes similares a los de Superman. Así, la Alianza fue destruida y expulsada del planeta. 
Aun así, la guerra no termina en dicho punto. Un Dominador de una casta inferior, decidido a probarse ante sus superiores, aisló el metagen y diseñó por su cuenta una bomba que lo anulara, la cual hace explotar en la atmósfera. Todos los superhéroes y supervillanos enferman y comienzan a morir. Los únicos que resisten sus efectos son los superhéroes con habilidades atléticas y sin superpoderes reales (Batman, Blue Beetle), los que utilizan armamentos o armaduras (los Linterna Verde, Rocket Red, Booster Gold) y los que no son humanos (Detective Marciano y Superman). Forman un grupo que se infiltra en el mundo de los Dominadores, y consigue el antídoto a tiempo de fabricar una bomba que deshaga los efectos de la bomba anterior.

## Consecuencias
El crossover dejó consecuencias posteriores en algunas publicaciones de DC.
- Para facilitar la coordinación de los superhéroes, Maxwell Lord crea a la Liga de la Justicia Europa, una ramificación europea de la Liga de la Justicia Internacional.
- Maxwell Lord, hasta entonces un simple empresario que administraba a la Liga de la Justicia, desarrolla el poder de manipular las mentes de otras personas.
- Fuego, que hasta entonces solo podía expulsar fuego por su boca, adquiere el poder de hacer arder todo su cuerpo y volar en dicha forma, en forma similar a la Antorcha Humana de Marvel Comics.
- La Abeja Reina recluta a un Dominador bajo su servicio para desarrollar tecnología que utiliza para dominar Bialya y atacar a la Liga.
- El Rey de la Banda de la Escalera Real demostró poseer el Metagen, que lo volvió inmortal.

## Adaptaciones en otros medios
Invasión! fue adaptada en las series Supergirl, Arrow, DC's Legends of Tomorrow, y The Flash en un crossover de las temporadas de 2016-2017 de estas  series.